# Замок Целле
Замок Целле (нем. Schloss Celle) — ренессансный и барочный замок, расположенный в городе Целле, в земле Нижняя Саксония, в Германии. Бывшая резиденция герцогов Брауншвейг-Люнебурга. Самый большой замок-крепость на юге Люнебургской пустоши. В настоящее время здесь находятся Музей замка Целле и филиал Музея Боманна.

## История
Вначале на месте будущего замка была построена крепостная башня, окруженная рвом, подобно замку на воде; она охраняла брод через реку Аллер. Это первое оборонительное сооружение, называвшееся «Келлу», было возведено представителями дома Брунонов около 980 года. В 1292 году Оттон II Сильный, герцог Брауншвейг-Люнебурга, расширил крепостную башню, фактически основав замок. Подвальный свод и нижние этажи сторожевой башни той постройки сохранились и находятся под замковым театром. Впервые замок Целле (лат. Castrum Celle) упоминается в 1315 году. После войны за люнебургское наследство в 1378 году герцоги Брауншвейг-Люнебурга перенесли свою резиденцию из Люнебурга в Целле и начали перестраивать средневековый замок, окруженный рвами и насыпями, в шато. В 1471—1478 годах Фридрих II Благочестивый расширил замок. Возведённая им здесь капелла была освящена в 1485 году. В 1530 году Эрнст I Исповедник, герцог Брауншвейг-Люнебурга, декорировал здание в стиле ренессанс. В XVI веке крепостные валы и бастионы были удалены от самого замка, который с того времени представлял собой четырехугольное здание с прямоугольным внутренним двором, массивными угловыми башнями и большой главной башней в стиле везерского ренессанса.
В 1670 году по заказу Георга Вильгельма, последнего суверенного герцога Брауншвейг-Люнебурга, замок снова подвергся реконструкции. Его фасады были перестроены в стиле венецианского барокко. Примечательными особенностями замка стали венок из фронтонов, окружающих крышу, и необычная форма куполообразных башен. К этому времени также относятся строения замкового театра и государственных палат в барочном стиле.
В 1705 году княжество Люнебург вместе с княжеством Каленберг вошло в состав королевства Ганновер. Замок утратил своё политическое значение и пустовал в течение долгого времени. В 1772—1775 годах здесь жила датская королева Каролина Матильда, сосланная в Целле из-за скандального романа с фаворитом. Здесь же она умерла, заболев скарлатиной. В XIX веке шато иногда использовалось представителями королевского дома Ганновера в качестве летней резиденции. В 1839—1840 годах архитектор Георг Людвиг Фридрих Лавес по заказу владельцев слегка изменил интерьеры. Во время Первой мировой войны в замке временно разместили дом офицеров армии Германской империи.

## Современность
В настоящее время в комнатах и залах замка находятся музейные экспозиции. Замковая капелла, после Реформации ставшая лютеранской, сохранилась практически без изменений в стиле ренессанса. Барочные залы и интерьеры также сохранились в первозданном виде. В готическом зале постоянно проходят выставки. Все эти помещения заняты музеем замка Целле. В восточном крыле замка находится филиал Музея Боманна с экспозицией, посвященной истории Королевства Ганновер. Исторические комнаты замка и капелла реставрировались в 1978—1981 годах и ныне открыты для экскурсий.